# Episodi di Titan Maximum
La prima stagione della serie animata Titan Maximum, composta da 9 episodi, è stata trasmessa negli Stati Uniti, da Adult Swim, dal 27 settembre al 22 novembre 2009.
In Italia la stagione è inedita.
| nº | Titolo originale              | Prima TV USA      |
| -- | ----------------------------- | ----------------- |
| 1  | Pilot                         | 27 settembre 2009 |
| 2  | Busted                        | 4 ottobre 2009    |
| 3  | Tip of the Iceberg            | 11 ottobre 2009   |
| 4  | Went to Party; Got Crabs      | 18 ottobre 2009   |
| 5  | To Eris, Human!               | 25 ottobre 2009   |
| 6  | Dirty Lansbury                | 1º novembre 2009  |
| 7  | Megamum Overdrive             | 8 novembre 2009   |
| 8  | Mercury Falling               | 15 novembre 2009  |
| 9  | One Billion Dead Grandparents | 22 novembre 2009  |

## Pilot
- Diretto da: Chris McKay
- Scritto da: Tom Root

### Trama
Dopo che i Titan Maximum si sono sciolti per mancanza di fondi, uno dei membri diventa un ladro e attacca la capitale di Titano, una luna di Saturno, con un mostro di lava robotico. I Titan Force Five, rielaborati dalla scimmia bidello Leon e Willie, il fratellino di Palmer, combattono il mostro, sconfiggendolo con successo a spese del loro robot.